# 谷霁光
谷霁光（1907年2月2日—1993年3月23日），湖南湘潭人，中国历史学家，教育家。江西大学历史系教授、名誉校长。民盟江西省委原主委，江西省政协原副主席，第三至六届全国政协委员。

## 生平
1907年生于湖南省湘潭县乌石乡白竹坪塔塘。1915年入私塾启蒙。1922年就读于离乡百里地的县城益智中学。三年后，因为对教会不满而离校。1925年入读长沙文艺中学，1927年四一二事件后，学校停办，旋即转入南京东方公学读高中。1928年毕业后，在上海大同大学预科班补习一年。1929年考入清华大学物理系，因酷爱史学而在一年后转系。
1933年毕业于清华大学历史系，师从陈寅恪、雷海宗等先生，毕业后留校任助教。1936年，任南开大学文学院讲师，兼商学院经济研究所研究员、中央研究院社会研究所《中国社会经济史集刊》特约纂述与编辑。1938年9月后，历任厦门大学教授，国立中正大学教授、系主任、代总务长。1951年4月后，历任南昌大学文史系教授，江西师范学院历史系教授、系主任，江西师范学院教务长，江西省教育厅副厅长，江西大学历史系教授、系主任，江西大学教务长、副校长（1961年－1966年）、校长（1979年－1983年）、名誉校长等职。
谷霁光长期从事中国古代兵制史、经济史的教学和研究工作。主编了《中国兵制史》。出版有《府兵制度考释》《中国古代经济史论文集》《史林漫拾》《谷雾光史学文集》等专著。晚年兼任中国历史学会理事，江西省历史学会主席，江西省社联副主席、名誉主席等职。1990年享受第一批国务院政府特殊津贴。
1951年11月加入中国民主同盟，曾任民盟江西省委第四至七届主任委员（1959年7月－1987年11月），第一、二届中央委员，第二届中央参议委员会委员（1988年－1993年）。江西省第二至五届政协副主席（1959年7月－1988年1月），江西省第五届人大常委会副主任等职。
1993年3月23日在南昌病逝，终年87岁。

## 纪念
2017年12月，南昌大学人文学院成立“谷霁光人文高等研究院”。